# Gernot Bauer (Sportjournalist)
Gernot Bauer (* 15. Juli 1976 in Landshut) ist ein deutscher Sportjournalist.

## Werdegang
Nach dem Abitur am Gymnasium des Benediktinerklosters Ettal unternahm Bauer 1996 erste journalistische Schritte bei den Stationen Premiere und RTL München Live sowie lokalen Radio-Sendern in Bonn. Dem folgte ein Volontariat beim DSF. Von 1999 bis 2011 arbeitete er für den paneuropäischen Sportsender Eurosport. Dort stand er als Redaktionsleiter zunächst der Multimedia-Redaktion vor. 2004 wechselte er in die Sendezentrale nach Paris, um sich dem deutschen Programmfenster zu widmen.
Bauer berichtete seitdem als Reporter von Großereignissen wie den Olympischen Spielen, der Tour de France, Wintersport-Weltmeisterschaften und Motorsport-Events (MotoGP, 24 Stunden von Le Mans, Rallye Dakar). 2010 moderierte er Eurosports WM-Sendung Soccer City Live aus dem Studio in Südafrika, bei der als Experten u. a. Roger Milla und Giovane Élber engagiert waren.
Außerhalb Eurosports war er als Streckensprecher und Moderator bei den Alpinen Skiweltmeisterschaften in Val-d’Isère tätig, wo er in drei Sprachen (englisch, deutsch, französisch) moderierte. Zudem war er freiberuflich bei der Fußball-WM 2014 in Brasilien für die Weltfeedproduktion tätig.
Ab September 2011 war er Chefreporter bei Sky Sport News HD, der am 1. Dezember 2011 startete. Im April 2015 wechselte Bauer erneut zu Eurosport. Dort wurde er stellvertretender Chefredakteur und Motorsport-Chef. Seit 1. März 2017 war er für Discovery, den Mutterkonzern von Eurosport, in der deutschen Zentrale in München als Head of Sports tätig.
Seit dem 1. November 2023 leitet Bauer bei ProSiebenSat.1 die ran-Sportredaktion und ist für sämtliche Sportaktivitäten des Medienunternehmens verantwortlich.

## Auszeichnungen
- 2010 – 2. Platz FICTS Award (Federation Internat. Cinema Television Sportifs): Kategorie Beste Sport-Dokumentation: „Eurosport 4 the planet“[6]
- 2010 – 2. Platz FICTS Award (Federation Internat. Cinema Television Sportifs): Kategorie Sport-Sendung: „Soccer City Live“[7]